# Vliegbasis Arivonimamo
Vliegbasis Arivonimamo is een militair vliegveld bij Arivonimamo in de regio Analamanga.